# Караби-яйлинская котловина (памятник природы)
«Караби́-яйли́нская котлови́на» (укр. «Карабі-яйлінська котловина», крымскотат. «Qarabiy yayla oyqalı», «Къарабий яйла ойкъалы») — ботанический памятник природы общегосударственного значения, расположенный в Крымских горах на территории Белогорского района. Площадь — 32 га. Землепользователь — Белогорское государственное лесное хозяйство.

## История
Памятник природы основан 14 октября 1975 года Постановлением Совета Министров УССР от 14.10.75 г. № 780-р, путём реорганизации памятника природы местного значения, основанного в 1964 году.

## Описание
Расположен в Крымских горах (Главная гряда) на горном плато Караби-яйла на территории Новокленовского лесничества квадрат 75.
Ближайший населённый пункт — Зеленогорье, город — Белогорск.

## Природа
В «Караби-яйлинской котловине» сосредоточены редкостные заросли эндемичной для Крыма Ясколки Биберштейна (Крымский эдельвейс) (Cerastium biebersteinii).